# Яворт, Уильям

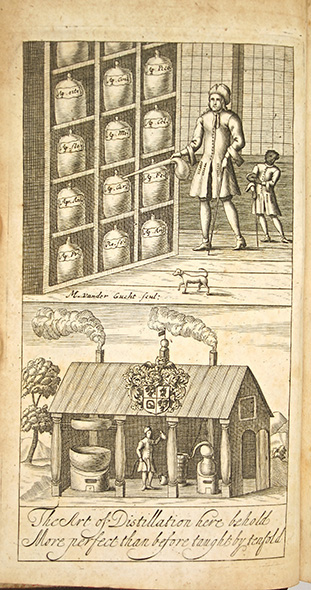
Изображение двух видов деятельности Уильяма Яворта. Фронтиспис трактата «Iniroitus apertus», Лондон, 1692. Гравюра Михаэля Вандергухта.

Уильям Яворт (William Yworth или Y-worth) (ок. 1650/60 — ок. 1710) — английский алхимик, специализировавшийся в изготовлении приборов для дистилляции и химических лекарств. Известен благодаря своей причастности к алхимическим исследованиям Исаака Ньютона. В рукописях Ньютона он фигурирует под инициалами «W. Y.».
Произведения этого автора появлялись в печати с 1690 года («Bacchean Magazine») до 1705 года («Compleat distiller/Pharmacopoea spagyrica nova»). Согласно информации, сообщаемой в предисловиях, Яворт был голландцем по происхождению. Некоторое время он жил в Роттердаме, дав своему дому название «Collegium Chymicum». Между осенью 1690 года и летом 1691 года он перебрался в Англию, которую перед этим несколько раз посещал. В июне 1691 года он обосновался в Лондоне и в последующие годы определял своё местоположение сначала как «at the Blue Ball and Star in S[t]. Paul’s Shadwel [Lond]», а затем «Blue Ball and Star at the Corner of King-street in upper Morefields, London». Через несколько лет после того, как Яворт вошёл в круг знакомых Исаака Ньютона, он покинул Лондон. В 1705 году его сын Теофраст Яворт писал, что его отец ещё жив, но ни с кем, кроме него не общается. не позднее, чем в 1709 году Уильям Яворт поселился в Вудбридже, Суффолк, где получил епископскую лицензию на ведение хирургической практики. После этого сведений о нём нет, а вскоре после 1710 года Яворт-младший издал памфлет, в котором упоминал своего отца в прошедшем времени.
Необычная фамилия Яворта вызывала затруднения уже в XVIII веке. Разбиравшие рукописи Ньютона Томас Пеллет и Томас Пилкингтон в составленном ими каталоге обозначили его как Yworth, в 1777 году Уильям Годшалл и Сэмюэл Хорсли указали только имя «Уильям». Сам Яворт использовал как инициалы «W. Y.», так и формы «Y-worth», «Y.worth», «Yworth», «Yarworth». Его сын Теофраст также не использовал какое-то одно написание. Свое образование Яворт описывал как «профессор и учитель спагирического искусства» — аналогичным образом себя называли его предшественники Джордж Старки и Ян Баптиста ван Гельмонт. Два его поздних трактата были опубликованы под псевдонимом «Cleidophorus Mystagogus».
В своей лаборатории, которую он называл «Academia Spagirica Nova», Яворт занимался разработкой технологии дистилляции и изготовление лекарственных препаратов. Оба этих направления деятельности в то время были достаточно выгодными. В 1689 году был введён запрет на французскую продукцию, в результате чего возрос спрос на оборудование для дистилляции и руководства по их использованию. Помимо обоих Явортов, сотрудником предприятия был некий Томас Ньютон, «оператор» и «агент». Богато иллюстрированное издание «Introitus apertus ad artem distillationis and Chymicus rationalis» (1692) содержит многочисленные изображения приборов Яворта. В качестве адепта алхимии, в свои первые лондонские годы Яворт получил поддержку Роберта Бойля и переписывался с Исааком Ньютоном.